# Zhang Yufei
Zhang Yufei (chinesisch 张雨霏, Pinyin Zhāng Yǔfēi, * 19. April 1998 in Xuzhou) ist eine chinesische Schwimmerin. Bei den Olympischen Sommerspielen 2020 wurde sie Olympiasiegerin über 200 m Schmetterling.

## Karriere
Zhang nahm an den Kurzbahnweltmeisterschaften 2014 teil. Sie gewann dort die Bronzemedaille über 400 m Freistil. Im Folgejahr gewann sie bei den Schwimmweltmeisterschaften die Bronzemedaille über 200 m Schmetterling. Bei ihren ersten Olympischen Spielen, 2016 in Rio de Janeiro, erreichte Zhang im Finale über 200 m Schmetterling den sechsten Platz.
Bei ihren zweiten Olympischen Spielen in Tokio 2021 stellte Zhang bei ihrem Olympiasieg mit einer Zeit von 2:03,86 Minuten einen neuen olympischen Rekord über 200 m Schmetterling auf. Mit der chinesischen Staffel stellte Zhang im Finale über 4 × 200 m Freistil einen neuen Weltrekord auf. Zudem gewann Zhang Silber über 100 m Schmetterling und in der 4 × 100-m-Lagen-Mixed-Staffel.
Bei den Olympischen Spielen in Paris 2024 gewann Zhang sechs Medaillen, womit sie gemessen an der Gesamtzahl an Medaillen die erfolgreichste Teilnehmerin dieser Spiele war.

## Doping
In der Dokumentation „Die Akte China“ berichtete die ARD-Dopingredaktion im Frühjahr 2024 über einen internen Bericht der chinesischen Dopingagentur über positive Dopingproben bei 23 chinesischen Schwimmsportlern, darunter Zhang Yufei. Alle Schwimmer wurden bei einem Wettbewerb Anfang 2021 auf die Substanz Trimetazidin positiv getestet. Diese Dopingfälle wurden von der WADA nicht weiter untersucht; Sperren gab es keine. 13 der 23 Schwimmer starteten bei den Olympischen Spielen 2021 in Tokio und gewannen drei Goldmedaillen, darunter zwei durch Zhang Yufei. Die WADA geriet wegen möglicher Dopingvertuschung in starke Kritik.